# Serhiy Koulich
Serhiy Koulich (en ukrainien : Сергій Куліш), né le 17 avril 1993, est un tireur ukrainien. Il a remporté la médaille d'argent de l'épreuve de carabine à 10 mètres aux Jeux olympiques d'été de 2016 à Rio de Janeiro.